# Tetrahydrocannabinol
Tetrahydrocannabinol eller THC (båda är förkortningar för delta-9-tetra-hydro-cannabinol) är en cannabinoid och är det huvudsakliga aktiva ämnet i cannabis.
THC står för uppskattningsvis 70-100 % av rusets "uppåtkänsla", vid cannabiskonsumtion, beroende på variant och därmed THC-halt i förhållande till andra cannabinoider. Effekter är bland annat avslappning, eufori, förändrad rum-tidsperception, förstärkning av syn-, smak- och luktsinnen, desorientering och aptitstimulering. Stora doser kan dock vid hastig konsumtion leda till ångestkänslor och påverka inlärnings- och minnesförmåga negativt, speciellt hos tonåringar.
THC är inte vattenlösligt, men lösligt i så gott som alla lösningsmedel och fett. I och med fettlösligheten kan därmed små mängder ämnet i enskilda fall stanna kvar i kroppens fetter en längre tid. När det löser upp sig följer det med i urin och avföring ut genom kroppen. THC stannar dock normalt endast i kroppen ett fåtal timmar längre än den tiden själva ruset varar. Tiden THC stannar i kroppen varierar också från individ till individ, beroende bland annat på hur mycket av ämnet man har i kroppen och hur hög ämnesomsättning man har. Några av de THC-metaboliter (restprodukter) som skapas vid nedbrytning av ämnet kan dock stanna i kroppen allt från några få dagar upp till en månad eller mer efter intag beroende på hur mycket och hur ofta THC konsumerats. Vid sporadiskt bruk av cannabis är det mycket ovanligt att THC-metaboliter stannar i kroppen mer än en månad. THC-metaboliterna är icke psykoaktiva och kan därför ej skapa någon form av rus då dessa löses upp och lämnar kroppen efter hand.
Ämnet verkar på kroppen genom att den binder till cannabinoidreceptorer. Den första kroppsegna cannabinoiden (det ämne som normalt binder till receptorerna) som upptäcktes var anandamid.
Tetrahydrocannabinol och närbesläktade föreningar är i Sverige narkotikaklassade, det vill säga olagliga för allmänheten att bruka och ingår i förteckning P I i 1971 års psykotropkonvention, samt i förteckning I, vilket innebär "narkotika som normalt inte har medicinsk användning". Trots detta ingår THC i det av Läkemedelsverket godkända läkemedlet Sativex. De närbesläktade föreningar som omfattas är de isomerer och stereokemiska varianter som finns listade av International Narcotics Control Board.

## THC vs CBD
THC (delta-9-tetrahydrocannabinol) och CBD (cannabidiol) är båda cannabinoider som finns i cannabisväxter, men de har olika effekter på kropp och själ.
- Psykoaktiva effekter: THC är den primära psykoaktiva föreningen i cannabis och är ansvarig för de "höga" eller berusande effekterna i samband med användning av marijuana. Det binder till cannabinoidreceptorer i hjärnan och centrala nervsystemet, vilket leder till eufori, avslappning, förändrad uppfattning och förändringar i humör och kognition. Å andra sidan ger CBD ingen psykoaktiv effekt och orsakar inte berusning.

- Medicinska fördelar: THC och CBD har distinkta terapeutiska egenskaper. THC har använts för att lindra smärta, muskelspasmer, illamående och stimulera aptiten, vilket gör det värdefullt för medicinska tillstånd som cancer, multipel skleros och HIV/AIDS. CBD, å andra sidan, är känt för sina potentiella antiinflammatoriska, smärtstillande, ångestdämpande (ångestdämpande) och antikonvulsiva egenskaper. Det används ofta för att hantera tillstånd som epilepsi, ångestsyndrom, kronisk smärta och inflammation.

- Rättslig status: På grund av sin psykoaktiva natur är THC klassificerat som ett kontrollerat ämne i många länder och är föremål för lagliga restriktioner. Lagligheten av THC-innehållande produkter, såsom marijuana, varierar kraftigt runt om i världen. Å andra sidan är CBD som härrör från hampaväxter med lågt THC-innehåll (vanligtvis mindre än 0,3%) lagligt på många ställen, även om reglerna fortfarande kan variera. CBD-produkter utan THC eller med mycket låga nivåer av THC finns i olika former, inklusive oljor, tinkturer, topikaler och ätbara produkter.

- Biverkningar: THC-användning kan förknippas med biverkningar som nedsatt minne och kognition, ökad hjärtfrekvens, muntorrhet, röda ögon och ångest hos vissa individer. CBD anses generellt ha en gynnsam säkerhetsprofil, med få rapporterade biverkningar. Vissa människor kan dock uppleva milda effekter som trötthet, diarré eller förändringar i aptit.

- Interaktion med cannabinoidreceptorer: THC binder till både CB1- och CB2-receptorer i det endocannabinoida systemet, vilket bidrar till dess psykoaktiva och terapeutiska effekter. CBD har en mer komplex interaktion med cannabinoidreceptorer, som modulerar deras aktivitet och kan potentiellt påverka effekterna av andra cannabinoider. CBD kan också interagera med andra receptorer i kroppen, såsom serotoninreceptorer, vilket kan bidra till dess potentiella terapeutiska fördelar.